# Вещный иск
Ве́щный и́ск  — это иск, представляющий собой внедоговорное требование собственника к третьим лицам об устранении нарушения его права на вещь. Истец вправе изменить основание или предмет иска, увеличить или уменьшить размер исковых требований либо отказаться от иска, ответчик вправе признать иск, стороны могут окончить дело мировым соглашением.
В законодательстве Российской Федерации отсутствует понятие вещных исков, что, однако, не является безусловным свидетельством невозможности формирования определения на доктринальном уровне.

## Признаки вещных исков
Из-за отсутствия легального определения вещных исков, определить этот институт возможно только через перечисление его признаков (формально-юридический метод):
1. Представляют собой материально-правовое требование, являющееся мерой защиты субъективного права или интереса;
2. Имеют абсолютный характер правовой защиты (статический признак);
3. Реализация таких исков происходит в охранительном правоотношении относительного характера (динамический признак);
4. Относятся к числу внедоговорных требований направленных на защиту гражданских прав, которые реализуются посредством восстановления имущественного положения лица, чье право нарушено или оспорено;
5. Носят сугубо восстановительный характер;
6. Предметом спора является только индивидуально-определенная вещь (res individuae), которая сохранилась в натуре;
7. Способы защиты вещных прав осуществляются только посредством юрисдикционной и судебной форм.

Вещные иски выполняют непосредственно защиту права собственности как абсолютного субъективного права, они не связаны с какими-либо конкретными обязательствами и нацелены на восстановление владения, пользования и распоряжения принадлежащей собственнику вещи, либо связаны с устранением препятствий в осуществлении указанных правомочий.

## Виды вещных исков
- Виндикационный иск;
- Негаторный иск.

## Конкуренция вещных и обязательственных исков
Указанную проблему нужно рассматривать в двух ракурсах: объективно и субъективно. Если использовать субъективный подход, то необходимо учитывать общую диспозитивность гражданско-правового регулирования (разрешено всё, что не запрещено законом), а также нормы гражданского законодательства, предусматривающие, что лица осуществляют свои гражданские права своей волей и в своем интересе (ст. 1 ГК РФ), по своему усмотрению (ст. 9 ГК РФ). Указанные положения не запрещают субъекту вещного права осуществлять своё право на защиту по своему усмотрению (выбирать способ защиты в зависимости от конкретной ситуации). Объективно же — необходимо учитывать правовую природу вещных прав, имманентно присущую им абсолютную защиту. Так, в юридической литературе указывается, что характер самого требования о защите права определяется характером нарушенного материального права, содержание и назначение которого в основном определяет и способ его защиты. Таким образом, необходимо допустить возможность выбора способа защиты, что будет только способствовать обеспечению более эффективной защиты вещных прав.